# Haluk Sayın
Haluk Sayın (* 1942 in İzmit) ist ein ehemaliger türkischer Konteradmiral, der zwischen 1983 und 1998 Kommandant des Marinefliegerstützpunktes der Marine (Türk Deniz Kuvvetleri) war.

## Leben
Sayın begann nach dem Schulbesuch 1960 eine Offiziersausbildung an der Marineschule (Deniz Harp Okulu) und trat 1964 als Leutnant zur See (Teğmen) in die Marine ein. Im Anschluss fand er Verwendungen in verschiedenen Marineeinheiten und begann 1970 eine Flugausbildung an der Heeresfliegerschule (Kara Havacılık Okulu), die er als Pilot abschloss. Er war von 1973 bis 1975 Absolvent der Marineakademie (Deniz Harp Akademisi) und war anschließend als Kapitänleutnant (Yüzbaşı) Offizier für Marineoperationen im Marineoperationszentrum der nürkischen Besatzungstruppen in Zypern KTBKK (Kıbrıs Türk Barış Kuvvetleri Komutanlığı) in Girne. Nach 1975 war er Leiter der Operationsabteilung der Hubschrauberverbände der Marine, danach Kommandeur der Hubschrauberverbände sowie später Leiter der Operationsabteilung einer Marinebasis.
1980 wurde Sayın in das Hauptquartier der Alliierten Seestreitkräfte der NATO in Südeuropa NAVSOUTH (Allied Naval Forces Southern Europe) in Neapel versetzt, wo er bis 1983 in verschiedenen Verwendungen tätig war. Nach seiner Beförderung zum Kapitän zur See (Albay) wurde er Kommandant des Marinefliegerstützpunktes (Deniz Hava Üs Komutanı) und bekleidete diese Funktion auch nach seinen Beförderungen zum Flottillenadmiral (Tuğamiral) und Konteradmiral (Tümamiral) 15 Jahre lang ununterbrochen bis zu seiner Versetzung in den Ruhestand 1998.
Sayın ist verheiratet und Vater eines Kindes.